# Alan Yates
Alan Yates (Northampton, Northamptonshire, Anglaterra, 16 de desembre de 1944) és un lingüista i catalanòfil anglès.

## Biografia
Estudià filologia a la Universitat de Cambridge, on s'inicià en la catalanística amb Geoffrey J. Walker, en el programa d'estudis instituïts per Josep Maria Batista i Roca.
Des del 1968 és professor del departament d'Hispàniques de la universitat de Sheffield, on des del 1990 ocupa la càtedra 'Illes Balears' de filologia catalana. S'ha especialitzat en l'ensenyament del català a anglòfons. També ha publicat diversos treballs sobre novel·la catalana moderna i sobre l'obra de Narcís Oller. Ha estat secretari (1971-1980) i president (1987-1990) de l'Anglo-Catalan Society i des del 1980 coordina la col·lecció Occasional Papers de l'Associació. El 1990 li foren concedides la Creu de Sant Jordi i la Creu de Cavaller de l'Orde del Mèrit Civil. El 2003 va rebre el Premi Internacional Catalònia de l'Institut d'Estudis Catalans com a reconeixement al conjunt de la seva obra de recerca. Des de 2006 és membre corresponent de la Secció Filològica de l'Institut d'Estudis Catalans. El 28 de març del 2007 va rebre el premi Ramon Llull per la seva tasca de divulgació.

## Obres
- Teach Yourself Catalan (1975)
- Una generació sense novel·la? (1975)
- Catalan. A complete course for tourists, businessmen and students (ed. Hodder & Stoughton, 1984)
- A Catalan Handbook (amb A. Ibarz, 1992)
- Aspectes de Narcís Oller premi Carles Rahola d'assaig, (1997)
- Narcís Oller: tradició i talent individual (1998)
- Catalan: a Comprehensive Grammar (1999), amb Max W. Wheeler i Nicolau Dols.